# أندريا بيرغ (مغنية)
أندريا بيرغ (من مواليد 28 يناير 1966)، هي مغنية شلاغر ألمانية. غنت في الكرنفالات عندما كانت طفلة وبدأت حياتها المهنية في عام 1992 بعد أن اكتشفها منتج التسجيلات يوجين رومر. أصدرت أول ألبوم استوديو لها بعنوان Du bist frei في نفس العام، لكن نجاحها التجاري جاء مع الألبوم التالي "Gefühle" عام 1995. أدى تعاون بيرج ورومر إلى انتاج سلسلة من الألبومات الناجحة تجاريًا، بما في ذلك "Machtlos" (2003)، و"Du" (2004)، و"Splitternackt" (2006)، و"Zwischen Himmel & Erde" (2009)، والتي تصدرت جميعها قوائم الأغاني الألمانية.
احتل ألبومها التجميعي Best Of الذي صدر عام 2001 مراتب متقدمة على مدى أسابيع على قوائم الأغاني في ألمانيا والنمسا. عملت بيرغ بين عامي 2010 و2018 مع ديتر بولن الذي أنتج ألبوماتها شفيرلوس (2010)، أبينتيوير (2011)، أتلانتس (2013)، وسيلينبيبن (2016)، والتي تصدرت جميعها قوائم الألبومات الألمانية والنمساوية.

## جوائز
حصلت على جوائز منها:
- صليب وسام الاستحقاق من جمهورية ألمانيا الاتحادية (2008).

## وصلات خارجية
- أندريا بيرغ على موقع IMDb (الإنجليزية)
- أندريا بيرغ على موقع مونزينجر (الألمانية)
- أندريا بيرغ على موقع ميوزك برينز (الإنجليزية)
- أندريا بيرغ على موقع ديسكوغز (الإنجليزية)

- أندريا بيرغ في قاعدة بيانات الأفلام على الإنترنت